# غاري ميخائيل وايت
غاري ميخائيل وايت (بالإنجليزية: Garry Michael White)‏ هو كاتب سيناريو وكاتب مسرحي أمريكي، ولد في 1950.

## وصلات خارجية
- غاري ميخائيل وايت على موقع IMDb (الإنجليزية)
- غاري ميخائيل وايت على موقع أول موفي (الإنجليزية)
- غاري ميخائيل وايت على موقع قاعدة بيانات الأفلام السويدية (السويدية)
- غاري ميخائيل وايت على موقع قاعدة بيانات الفيلم (الإنجليزية)
- غاري ميخائيل وايت على موقع كينوبويسك (الروسية)